# Пинту да Кошта Лейте, Жуан
Жуа́н Пи́нту да Ко́шта Ле́йте (порт. João Pinto da Costa Leite; 3 февраля 1905, Порту — 31 декабря 1975, Мадрид), он же Жуа́н Лумбра́леш (порт. João Lumbrales) — португальский политический и государственный деятель, сподвижник Антониу Салазара, ведущий идеолог Нового государства. Неоднократно занимал министерские посты в правительстве Салазара, входил в руководство Национального союза, возглавлял Португальский легион. Стоял на позициях национализма, корпоративизма и антикоммунизма. После Революции гвоздик 1974 года был выслан за границу, скончался в эмиграции.

## Происхождение и образование
Родился 3 февраля 1905 года в городе Порту на севере Португалии в аристократической семье. Унаследовал графский титул, именовался 4-й граф Лумбралеш. После Португальской революции 1910 года и установления республики титул был отменён в Португалии, но сохранил силу в Испании. В ряде источников Жуан Пинту да Кошта Лейте проходит под именем Жуан Лумбралеш.
Окончил юридический факультет Коимбрского университета. Был студентом и ассистентом профессора Антониу Салазара. Защитил докторскую диссертацию на тему «Организация португальской банковской системы». Преподавал политэкономию в Коимбрском университете, затем перешёл в Лиссабонский университет.
Одно время Жуан Кошта Лейте поддерживал Движение национал-синдикалистов Франсишку Ролана Прету. Однако со второй половины 1920-х стал безоговорочным сторонником Салазара.

## Член правительства
27 апреля 1928 года Антониу Салазар был назначен министром финансов Португалии в правительстве Национальной диктатуры. С 5 июля 1932 года Салазар — премьер-министр Португалии. В 1933 году военный режим национальной диктатуры был преобразован в салазаристское Новое государство.
В 1929 году Салазар назначил Жуана Пинту да Кошту Лейте заместителем секретаря Минфина. В этой должности Кошта Лейте оставался до 1937 года. В 1937—1940 годах Жуан Пинту да Кошта Лейте — министр торговли и промышленности.
С 1940 по 1950 годы Жуан Пинту да Кошта Лейте возглавлял министерство финансов — ключевое экономическое ведомство салазаровского режима (сменил в этой должности самого Салазара). В июле-августе 1941 года занимал также должность министра внутренних дел, в 1943—1944 годах — должность министра общественных работ.
Во главе салазаровского Минфина Кошта Лейте много сделал для перестройки и оптимизации банковской системы, пополнения валютных ресурсов. Старался наращивать резервы коммерческих банков, сохраняя над ними плотный государственный контроль. Отвергал доктрины экономического либерализма, настаивал на государственном регулировании финансовой системы и хозяйства в целом. Написал на эту тему ряд теоретических работ.
Кошта Лейте был сторонником экономической автаркии, выступал против принятия Португалией плана Маршалла. Однако он не стал возражать, когда принять план решил премьер Салазар. В 1947 году Кошта Лейте как министр финансов представлял Португалию на переговорах по плану Маршалла, управлял полученными из США финансовыми активами.
В 1950—1955 годах — министр — руководитель президиума правительства, доверенное лицо Салазара. На этом посту — ближайшем к главе правительства — Кошта Лейте руководил подготовкой плана экономического развития. Кошта Лейте декларировал необходимость ускоренной индустриализации Португалии. Однако в силу политической доктрины режима реальный акцент делался на развитие сельского хозяйства, торговли и финансового сектора. Впоследствии Марселу Каэтану повёл более активную промышленную политику.
Дважды — в 1935 и 1939 годах — был награждён Военным орденом Христа. В 1938 году получил награду Третьего рейха — Орден Заслуг германского орла.

## Идеолог корпоративизма
Жуан Пинту да Кошта Лейте — крайне правый национал-консерватор, лузитанский интегралист, корпоративист и антикоммунист — являлся ведущим идеологом «Нового государства». Выступал и организовывал массовые акции в поддержку правительства Салазара. Был председателем Исполнительной комиссии Национального союза, первым президентом (председателем Центрального совета) Португальского легиона.
10 июля 1941 года Кошта Лейте издал приказ по Легиону, в котором объявлялось о мобилизованности и готовности вступить в борьбу на стороне гитлеровской Германии против СССР. Однако этот приказ был выдержан в эмоционально-идеологической, а не оперативно-практической тональности. Особо оговаривалось, что «Третий рейх с его огромным военным потенциалом не нуждается в присутствии португальских войск на фронте».
По личным убеждениям Кошта Лейте был монархистом. В апреле 1951 года, после смерти президента Ошкара Кармоны, он стал одним из трёх политиков (наряду с представителем правительства в Национальном собрании Мариу ди Фигейреду и бывшим министром внутренних дел Аугушту Канселой ди Абреу), выступивших за установление в стране конституционной монархии. Это предложение было резко отвергнуто правящей верхушкой режима. Впредь Кошта Лейте не акцентировал внимание на этих позициях, дабы не противоречить Салазару, который считал восстановление португальской монархии нереальным.
После ухода из правительства, в 1955—1957 годах Жуан Пинту да Кошта Лейте был председателем Корпоративной палаты — консультативного законосовещательного органа, представляющего в государственной системе португальские корпорации: предпринимательские «гремиуш», рабочие синдикаты, крестьянские «народные дома», другие социальные организации, научные и культурные объединения. В этой должности он предпринял попытку усилить влияние корпораций на государственную политику, но не встретил в этом понимания со стороны Салазара.
Жуан Пинту да Кошта Лейте сыграл большую роль в формирование идеологии португальского корпоративизма. Корпорации рассматривались как продолжение традиции средневековых орденов — структуры не только экономические, но также социальные, правовые и культурные. В этом смысле «общественный» португальский корпоративизм противопоставлялся «государственному» итальянскому фашистского периода. Кошта Лейте формулировал корпоративизм как особый социальный строй Третьего пути. При этом он подчёркивал субъектность каждого члена корпорации — тогда как другой корпоративистский идеолог Марселу Каэтану считал субъектом только корпорацию в целом.
В 1957 году Кошта Лейте вернулся в Лиссабонский университет, читал лекции по политэкономии. Пропагандировал идеи корпоративизма. Выступал также с позиций лузотропикализма, отстаивал португальские права на колониальную империю. Процесс деколонизации Кошта Лейте считал отражением социального и геополитического противоборства США и СССР, осуществляемого за счёт колониальных держав и противоречащего интересам народов колоний.
Работал также финансовым менеджером. Был председателем правления Banco Lisboa & Açores и Banco Totta & Açores.

## Консервативный оппозиционер
Политические позиции Жуана Пинту да Кошты Лейте пошатнулись после того, как 27 сентября 1968 года Салазар был отстранён по болезни от должности премьер-министра. Главой правительства стал Марселу Каэтану, давний политический оппонент и соперник Кошты Лейте.
Жуан Пинту да Кошта Лейте был решительным противником курса ограниченной либерализации, проводимого Каэтану. Отстаивал незыблемость салазаровских традиций во всех сторонах общественной жизни и государственного устройства. Кошта Лейте фактически стал лидером консервативной группы, рупором которой являлся президент Португалии Америку Томаш. В доме Кошты Лейте проходили совещания, на которых рассматривался вопрос об отстранении Каэтану от власти. Однако правые заговоры не были реализованы.

## Эмиграция и кончина
25 апреля 1974 года Революция гвоздик свергла режим «Нового государства». Жуан Пинту да Кошта Лейте был выслан во франкистскую Испанию. Умер 31 декабря 1975 года в возрасте 70 лет в Мадриде. Он успел увидеть победу португальских правых сил в ноябрьском противостоянии.

## Семья
Жуан Пинту да Кошта Лейте был женат, имел шестерых детей.
Младшая сестра Жуана Пинту да Кошты Лейте — Мария Франсишка Жудите Пинту да Кошта Лейте — мать Франсишку Са Карнейру, видного правоцентристского политика, основателя Социал-демократической партии, премьер-министра Португалии с 3 января по 4 декабря 1980 года.
Портрет Жуана Пинту да Кошты Лейте кисти известного португальского художника Энрике Медины (автор портрета Муссолини) выставлен в здании юридического факультета Лиссабонского университета (рядом находится портрет Марселу Каэтану).